# Bezirk Cottbus

Länet Cottbus‘ läge i Östtyskland

Bezirk Cottbus var ett län (tyska: Bezirk) i Östtyskland med Cottbus som huvudort.  Länet hade en area av 8 262 km² och 884 744 invånare (31 december 1988).

## Historia
Det grundades tillsammans med övriga 13 distrikt 25 juli 1952 och ersatte då de tidigare tyska delstaterna i Östtyskland. 
Efter den tyska återföreningen avvecklades länet Cottbus och området kom huvudsakligen till det nyskapade förbundslandet Brandenburg. Genom en folkomröstning (1990) bestämdes att de dåvarande distrikten Hoyerswerda och Weißwasser skulle komma till det nya förbundslandet Sachsen och distriktet Jessen till Sachsen-Anhalt.

## Administrativ indelning
Länet Cottbus delades in i ett stadskrets (tyska:’’Stadtkreis’’, staden Cottbus) och fjorton distrikt/kretsar (tyska:Kreise):
| Distrikt (Kreis)      | Huvudort        |
| Kreis Bad Liebenwerda | Bad Liebenwerda |
| Kreis Calau           | Calau           |
| Kreis Cottbus-Land    | Cottbus         |
| Kreis Finsterwalde    | Finsterwalde    |
| Kreis Forst           | Forst (Lausitz) |
| Kreis Guben           | Guben           |
| Kreis Herzberg        | Herzberg        |
| Kreis Hoyerswerda     | Hoyerswerda     |
| Kreis Jessen          | Jessen          |
| Kreis Luckau          | Luckau          |
| Kreis Lübben          | Lübben          |
| Kreis Senftenberg     | Senftenberg     |
| Kreis Spremberg       | Spremberg       |
| Kreis Weißwasser      | Weißwasser      |